# Enypia nigrovenaria
Enypia nigrovenaria là một loài bướm đêm trong họ Geometridae.